# Lysandra albolunulata
Lysandra albolunulata är en fjärilsart som beskrevs av Vorbrodt 1921. Lysandra albolunulata ingår i släktet Lysandra och familjen juvelvingar. Inga underarter finns listade i Catalogue of Life.